# Дружбовский сельский совет (Криничанский район)
Дружбовский сельский совет (укр. Дружбівська сільська рада) — входит в состав
Криничанского района
Днепропетровской области
Украины.
Административный центр сельского совета находится в 
с. Дружба.

## Населённые пункты совета
- с. Дружба
- с. Каменьчаны
- с. Малярщина
- с. Мирное
- с. Первозвановка
- с. Сухой Хутор
- с. Ульяновка
- с. Червоный Став